# Boureima Badini
Pour les articles homonymes, voir Badini.
 (septembre 2017).
Boureima Badini (né le 25 mai 1956 à Ouahigouya, Burkina),a fait tout son cycle scolaire au Burkina Faso et est titulaire d'une maîtrise de droit et d'un ... est un juriste et homme politique burkinabè. Garde des sceaux et ministre de la Justice depuis octobre 1999
Il fut également de novembre 2000 à juin 2002 chargé de la Promotion des droits de l’homme.
L’ancien ministre de la justice, Boureima Badini, rend également sa démission